# Castello d’Arcano
Das Castello d’Arcano, auch Castello di Tricano genannt, ist eine frühmittelalterliche Burg in Arcano Superiore, einem Ortsteil von Rive d’Arcano in der italienischen Region Friaul-Julisch Venetien. Es ist die einzige der zwei oder vielleicht auch drei Burgen der Familie Tricano (später D’Arcano), die bis heute erhalten ist.

## Geschichte
Die heutige Burg wurde auf den Fundamenten einer früheren Festungskonstruktion errichtet, vermutlich vor Beginn des 10. Jahrhunderts. Die Ursprünge lassen sich auf Leonardo da Cornu zurückführen, dessen Sohn Ropetto (oder Rioretto) Stammvater der Familie Tricano war, aus denen später die D’Arcanos wurden. Der Name „Tricano“ hat seinen Ursprung im Wappen, auf dem drei schwarze Hunde (it.: tre cani neri) dargestellt sind, um die Treue der Familie zum Kaiser und zum Patriarchen von Aquileia zu symbolisieren. Diese Treue wurde mit dem erblichen Amt der Marschälle und Fahnenträger der Kirche von Aquileia belohnt. Aus diesem Grund waren die Tricanos in alle feudalen Kämpfe verwickelt, an denen das Patriarchat im 14. und 15. Jahrhundert beteiligt war.
1420 geriet die Burg unter die Herrschaft der Republik Venedig und 1511 wurde sie beim „Bauernaufstand am unsinnigen Donnerstag“ beschädigt.

## Beschreibung
Während sich der Komplex von außen mit seinen spätromanischen Doppelfenstern, seinen Zinnen, Wehrgängen und seinen Aussichtstürmen massiv präsentiert, zeigt er innen die Merkmale eines Landsitzes mit einigen wertvollen Fresken aus dem 17. und 18. Jahrhundert.

## Eifersuchtsdrama
Mit der Burg ist die mysteriöse Geschichte von Francesco d’Arcano verbunden, der 1635 Todeschina di Prampero ehelichte, die später aus Eifersucht erstochen wurde. Todeschina schrieb, bevor sie starb, mit ihrem Blut ihre Initialen auf eine Mauer der Burg: Diese Schriftzeichen waren bis zum Erdbeben von 1976 sichtbar. Francesco ließ die Leiche einmauern; sie wurde bei Restaurierungsarbeiten Anfang des 20. Jahrhunderts gefunden.